# Walter James
Walter Ernest Christopher James, född 18 januari 1896 i Kensington, död 17 juni 1982 i Dover, var en brittisk roddare, lantbruksingenjör samt, under namnet Lord Northbourne, översättare och författare med inriktning på den Traditionella skolans religionsfilosofi.
James blev olympisk silvermedaljör i åtta med styrman vid sommarspelen 1920 i Antwerpen.